# Венар, Жан-Теофан
 Жан-Теофа́н (Иоа́нн Феофа́н) Вена́р (фр. Jean-Théophane Vénard; 21 ноября 1829[…], Saint-Loup-Lamairé — 2 февраля 1861, Ханой) — святой Римско-Католической Церкви, священник, мученик, член миссионерской конгрегации «Парижское общество заграничных миссий»

## Биография
После получения начального образования поступил в Парижскую семинарию, которая принадлежала Парижскому Обществу Заграничных Миссий. 5 июня 1852 года был рукоположён в сан священника и 19 сентября 1852 года отправился на Дальний Восток, которого достиг через пятнадцать месяцев путешествия. В декабре 1853 года Жан-Теофан прибыл в Тонкин, Северный Вьетнам.
В это время во Вьетнаме был издан указ, запрещающий проповедование христианства. Жан-Теофан был вынужден заниматься пастырской деятельностью в подполье. 30 ноября 1860 года он был арестован и брошен в тюрьму. На предложение отказаться проповедовать христианскую веру, он дал отказ, за что был приговорён к казни. До своей смерти находился в нечеловеческих условиях. Ожидая казни, Жан-Теофан написал своей семье несколько утешающих писем, которые свидетельствуют о его крепкой вере. После казни мощи Жана-Теофана Венара были переданы в Париж, где они хранятся в Парижском Обществе Заграничных Миссий.

## Прославление
2 мая 1909 года причислен к лику блаженных папой Пием X. Жан-Теофан Венар причислен к лику святых в составе группы 117 вьетнамских мучеников римским папой Иоанном Павлом II 19 июня 1988 года.